# 何塞·路易斯·略伦特
何塞·路易斯·略伦特（西班牙語：José Luis Llorente，1959年1月6日—），西班牙男子篮球运动员。他曾代表西班牙参加1980年、1984年和1988年夏季奥林匹克运动会篮球比赛，其中1984年奥运会获得一枚银牌。